# Manfred Schmid
Pour les articles homonymes, voir Schmid.
Manfred Schmid, né le 6 juin 1944, est un ancien lugeur autrichien. Il a pratiqué ce sport au plus haut niveau durant les années 1960 et 1970. Au cours de sa carrière, il a notamment remporté un titre olympique en individuel en 1968 ainsi qu'une médaille d'argent en double en 1968, il compte également deux titres de champion du monde en double (1969 et 1970) ainsi que cinq médailles d'argent et une de bronze. Enfin il a terminé au troisième rang de la première Coupe du monde en 1978.

## Palmarès
| Compétitions / Année    | Compétitions / Année | 1967 | 1968 | 1969 | 1970 | 1971 | 1972 | 1973 | 1974 | 1975 | 1976 | 1977 | 1978 |
| ----------------------- | -------------------- | ---- | ---- | ---- | ---- | ---- | ---- | ---- | ---- | ---- | ---- | ---- | ---- |
| Jeux olympiques d'hiver | Individuel           |      | 1er  |      |      |      |      |      |      |      |      |      |      |
| Jeux olympiques d'hiver | Double               |      | 2e   |      |      |      |      |      |      |      |      |      |      |
| Championnats du monde   | Individuel           |      |      | 2e   |      |      |      |      |      | 2e   |      |      | 3e   |
| Championnats du monde   | Double               | 2e   |      | 1er  | 1er  | 2e   |      |      |      |      |      |      |      |